# Kelvin Leerdam
Kelvin Leerdam (ur. 24 czerwca 1990 w Paramaribo) – piłkarz surinamski pochodzenia holenderskiego grający na pozycji defensywnego pomocnika lub obrońcy w amerykańskim klubie Inter Miami.

## Kariera klubowa
Swoją karierę piłkarską Leerdam rozpoczął w klubie USV Elinkwijk. W 2005 roku podjął treningi w szkółce Feyenoordu. W 2008 roku awansował do kadry pierwszego zespołu Feyenoordu. 26 grudnia 2008 zadebiutował w Eredivisie w wygranym 3:1 domowym meczu z NAC Breda. W 50. minucie tego meczu zmienił Georginio Wijnalduma. 12 kwietnia 2009 w wygranym 5:1 wyjazdowym meczu z Heraclesem Almelo strzelił swojego pierwszego gola w Eredivisie. W sezonie 2011/2012 stał się podstawowym zawodnikiem Feyenoordu.
W 2013 roku Leerdam został zawodnikiem Vitesse, a w 2017 przeszedł do Seattle Sounders FC.
| Sezon   | Klub                | Kraj              | Rozgrywki  | Mecze | Bramki |
| ------- | ------------------- | ----------------- | ---------- | ----- | ------ |
| 2008/09 | Feyenoord           | Holandia          | Eredivisie | 15    | 1      |
| 2009/10 | Feyenoord           | Holandia          | Eredivisie | 17    | 0      |
| 2010/11 | Feyenoord           | Holandia          | Eredivisie | 22    | 3      |
| 2011/12 | Feyenoord           | Holandia          | Eredivisie | 31    | 1      |
| 2012/13 | Feyenoord           | Holandia          | Eredivisie | 11    | 0      |
| 2013/14 | Vitesse             | Holandia          | Eredivisie | 28    | 8      |
| 2014/15 | Vitesse             | Holandia          | Eredivisie | 20    | 2      |
| 2015/16 | Vitesse             | Holandia          | Eredivisie | 15    | 1      |
| 2016/17 | Vitesse             | Holandia          | Eredivisie | 28    | 1      |
| 2017    | Seattle Sounders FC | Stany Zjednoczone | MLS        | 20    | 1      |
| 2018    | Seattle Sounders FC | Stany Zjednoczone | MLS        |       |        |

## Kariera reprezentacyjna
W 2009 roku Leerdam grał w reprezentacji Holandii U-19, a w 2010 roku zaliczył debiut w reprezentacji U-21.